# Simon Monjack
Simon Mark Monjack (Londra, 9 marzo 1970 – Los Angeles, 23 maggio 2010) è stato uno sceneggiatore, regista, produttore cinematografico e truccatore britannico.

## Morte
Secondo l'ufficio del coroner di Los Angeles County, Monjack venne trovato morto il 23 maggio 2010 nella sua casa di Hollywood. Fonti delle forze dell'ordine affermarono che i vigili del fuoco di Los Angeles furono chiamati per una emergenza medica dopo che la madre della moglie Brittany Murphy, Sharon, trovò Monjack incosciente nella camera matrimoniale intorno alle 21:20, chiamando il 911. Monjack venne dichiarato morto alle 21:45, dopo aver subito un infarto miocardico fatale. Il rapporto del medico legale rinvenne la causa della morte di Monjack in una polmonite acuta e in una grave anemia, simile alle cause attribuite alla morte di sua moglie, avvenuta cinque mesi prima nella stessa casa.
Le indagini presero in considerazione che la causa dei due decessi fosse da attribuire alla presenza di una particolare muffa che infestava l'abitazione, ma le verifiche non trovarono riscontri per tale ipotesi. Le sue spoglie vennero tumulate accanto alla moglie Brittany nel cimitero di Forest Lawn a Hollywood Hills.

## Vita privata
Fu marito in prime nozze della giornalista Simone Bienne, dalla quale si separò per risposarsi con l'attrice statunitense Brittany Murphy.

## Filmografia (lista parziale)

### Regia
- Two Days, Nine Lives (2001)

### Sceneggiatura
- Two Days, Nine Lives (2001)
- Factory Girl (2006)